# (20958) A900 MA
أي 900 أم أي (ويعرف أيضًا باسم (20958) أي 900 أم أي وفق تسمية الكوكب الصغير) (بالإنجليزية: A900 MA)‏ هو كويكب ضمن حزام الكويكبات؛ وترتيبه 20958 من حيث الاكتشاف.
اكتُشف هذا الجُرم الفلكي بواسطة جيمس كيلر في 29 يونيو 1900.

## وصلات خارجية
- (20958) A900 MA في قاعدة بيانات مختبر الدفع النفاث لأجرام النظام الشمسي الصغيرة

- الاكتشاف · مخطط المدار ·  العناصر المدارية · المعلمات المادية

- (20958) A900 MA على موقع ويكي سكاي: DSS2, SDSS, GALEX, IRAS, Hydrogen α, X-Ray, Astrophoto, Sky Map, Articles and images